# 桦南县体育馆坍塌事故
2023年11月6日19时20分，中华人民共和国黑龙江省佳木斯市桦南县悦城广场全民健身体育馆发生部分坍塌，事故造成三人遇难。2023年7月23日，黑龙江省齐齐哈尔市也曾发生过一起体育馆坍塌事故，共造成11人死亡。

## 背景
悦城广场于2018年1月22日开业，是该县招商引资项目之一。事发3个月前的齐齐哈尔中学体育馆坍塌事故次日，桦南县县长曾到事发体育馆进行安全检查。桦南县悦城体育俱乐部于2018年7月竣工，体育馆楼体为2层框架结构，建筑面积约2000平方米，坍塌位置为西侧2楼篮球区域，坍塌面积约为500平方米。
悦城广场综合体7号楼建筑面积3208.96平方米，高度为9.05米，基础形式为独立基础，结构形式为框架结构，其中东部为二层建筑（面积2533.96平方米），屋顶结构形式为混凝土结构，西部为单层建筑（坍塌部分，面积675平方米），屋顶结构形式为H型变截面钢梁结构。该建筑所有权人于2020年5月至2022年12月间，将场所租赁给他人经营。2022年12月起，由桦南县新阳光健身俱乐部管理，主要用于开展篮球、乒乓球、羽毛球等活动，面向社会经营。

## 过程
佳木斯市气象台11月6日17时30分发布暴雪红色预警信号：“我市6小时累计降雪量已达15毫米，降雪将持续至7日上午，过程累计降雪量可达25—35毫米，请注意防范。”6日17时43分，佳木斯桦南县也发布暴雪红色预警信号。目前，暂不知此次体育馆坍塌是否与降雪有关。

## 调查
佳木斯市建筑设计研究院有限公司，在竣工验收时，明知7号楼屋顶钢结构未按原设计图纸施工，仍出具不实的《工程设计质量检查报告》，签署同意验收事件。
佳木斯市三江建设监理公司，在竣工验收时，明知7号楼屋顶钢结构和屋面构造层未按设计图纸施工，仍出具《工程质量评估报告》，按合格签字验收。
黑龙江海峰伟业建筑安装工程有限责任公司，作为施工单位，违法违规允许个人借用本企业资质证书、营业执照，以本企业的名义承揽工程，开展建筑工程施工活动；未经设计单位同意，擅自更改7号楼屋顶钢结构设计，并将该工程分包给不具备相应资质条件的自然人李某某，在未取得施工许可的情况下擅自施工。
三者共计被罚330万元。

## 后续

### 官方反应
警方對11人采取强制措施。

### 悼念
事故造成三名初中生遇难，一名初中生受伤。